# 小和山駅
小和山駅（しょうわさんえき）は、中華人民共和国浙江省杭州市西湖区留和路と留漫巷の交差点に位置する杭州地下鉄3号線支線の駅である。将来的には12号線との乗換駅になる予定となっている。

## 歴史
- 2022年6月10日：開業[2]。

## 駅構造
島式ホーム1面2線を有する地下駅。間側の1線は小和山車両基地の出入庫線として使用されています。

### のりば
| 路線            | 方向 | 行先                           | 備考                                                    |
| --------------- | ---- | ------------------------------ | ------------------------------------------------------- |
| ■ 3号線（支線） | 下り | 石馬方面                       |                                                         |
| ■ 3号線（支線） | 上り | 西渓湿地南・武林広場・星橋方面 | 西渓湿地南～星橋区間は3号線本線と直通運転を実施している |

（出典：站内空间示意图）

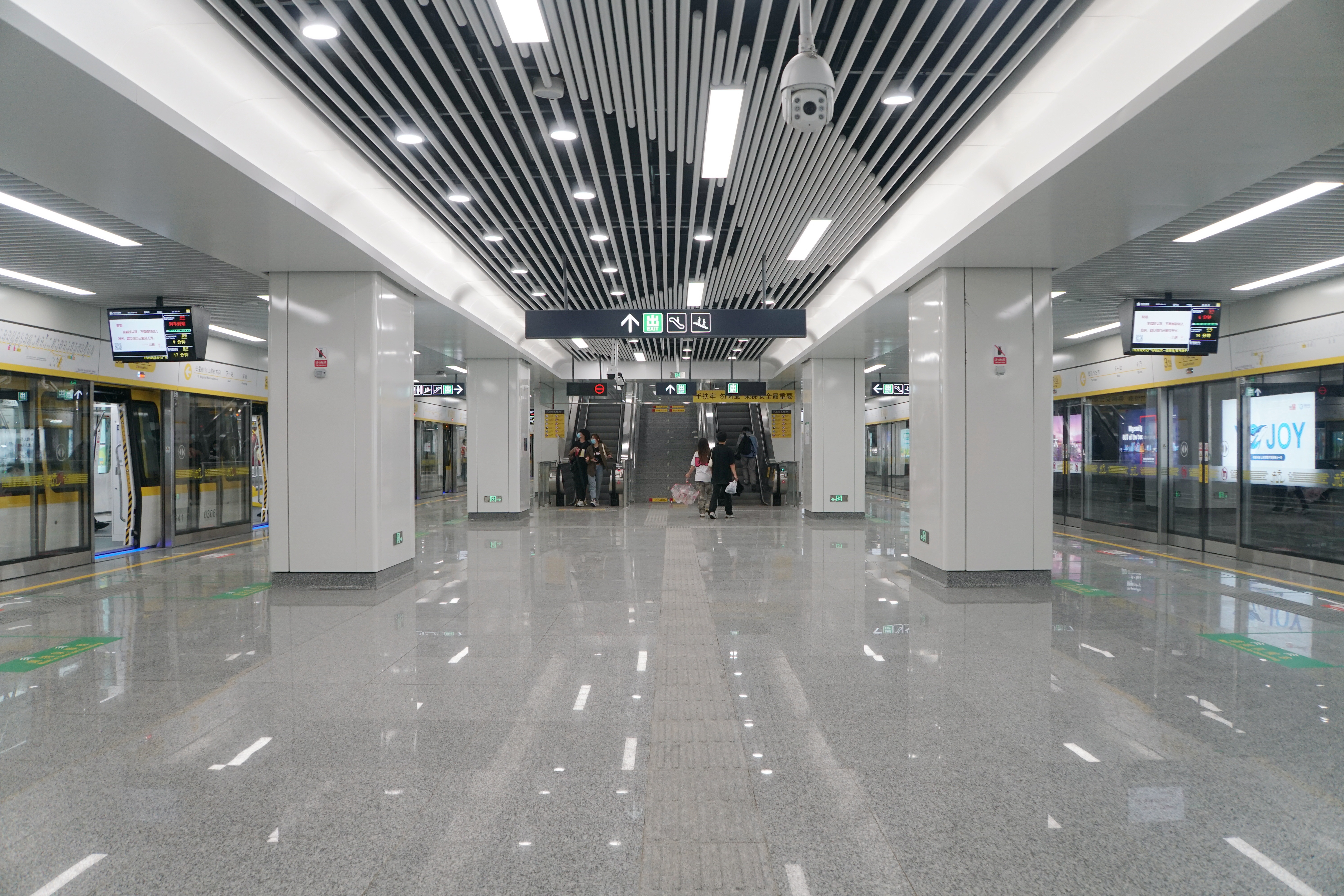
ホーム
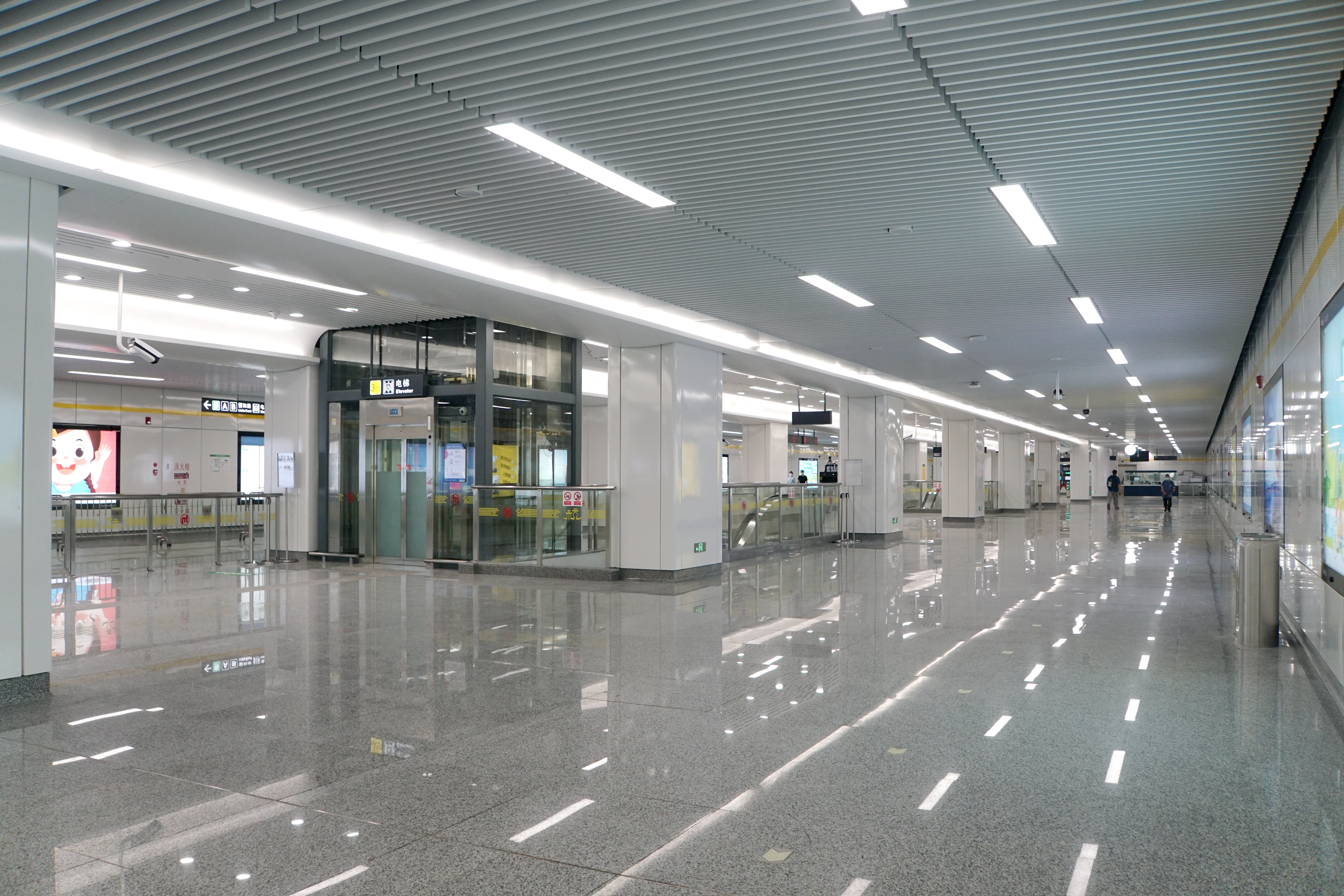
コンコース

## 駅周辺
- 杭州地下鉄小和山車両基地
- 石馬社区
- 浙江科技大学（中国語版）
- 翰墨香林苑
- 浙江長征職業技術学院

## 隣の駅
杭州地下鉄
■ 3号線（支線）
石馬駅 - 小和山駅 - 屏峰駅
■ 12号線（事業中）
慈母橋駅（仮） - 小和山駅 - 黄泥塢駅（仮）